# روبرت لوفور
روبرت لوفِور (به فرانسوی: Robert Jacques François Faust Lefèvre) (۲۴ سپتامبر ۱۷۵۵ در بایو - ۳ اکتبر ۱۸۳۰ در پاریس) نقاش فرانسوی که فعالیت او در پرتره، نقاشی‌های تاریخی و نقاشی‌های مذهبی بود. او به شدت تحت تأثیر ژاک لوئی داوید قرار داشت. لوفِور موفق به دریافت لژیون دونور و عنوان نقاش اول پادشاه شد. زمانی که او بر روی آخرین نقاشی خود کار می‌کرد، انقلاب ژوئیه ۱۸۳۰ به وقوع پیوست، رویدادی که او را از حمایت و پست‌های رسمی محروم کرد. بیمار، افسرده و ناامید شد، با بریدن گلوی خود در خانه اش در شب ۲ یا ۳ اکتبر ۱۸۳۰ در حالی که ۷۵ سال داشت خودکشی کرد. او در گورستان پرلاشز در پاریس دفن شده‌است.

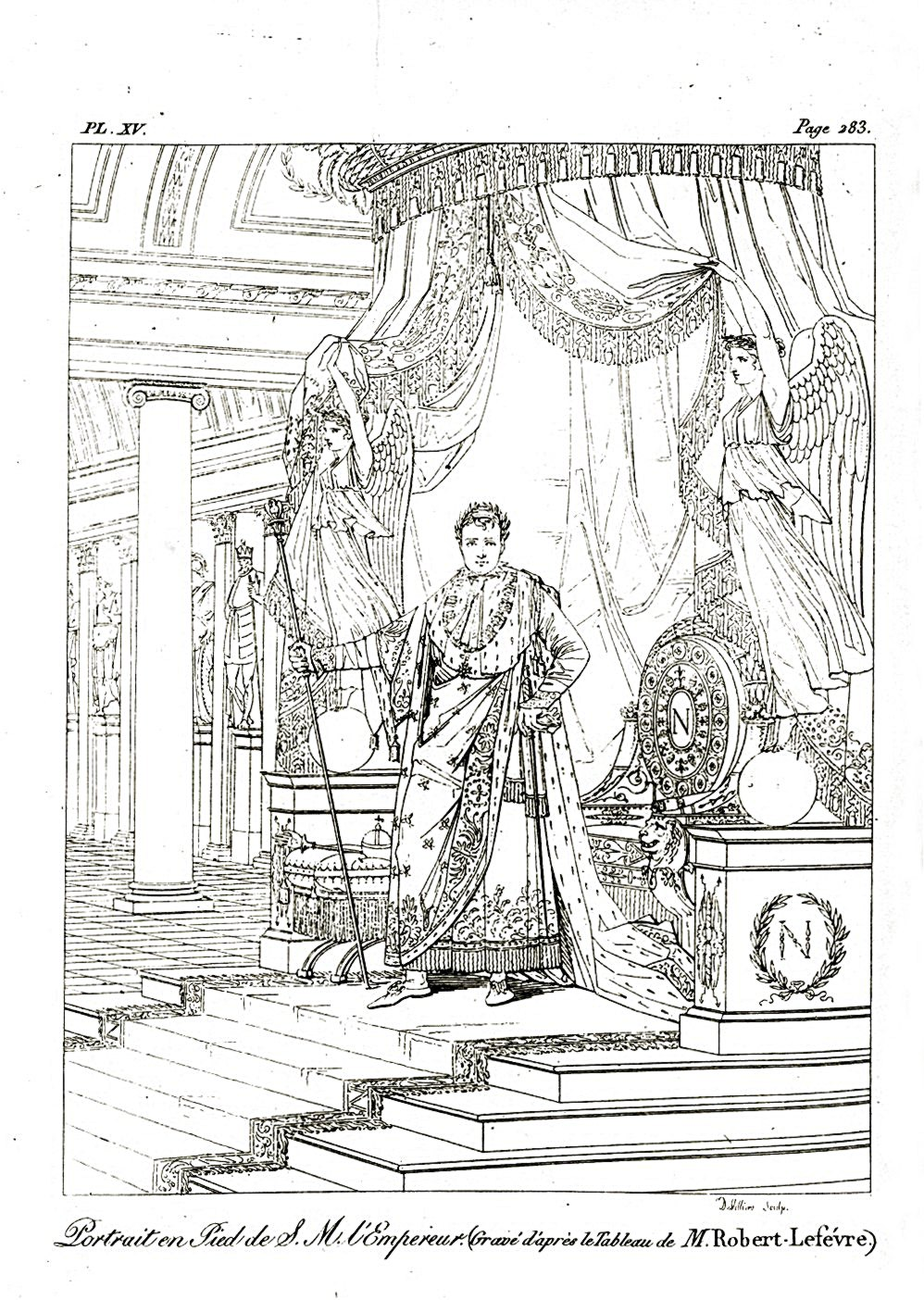
نقاشی ناپلئون بناپارت

پرترهٔ الیزابت الکساندرونا ستروگانوف (۱۷۷۹–۱۸۱۸)- موزه ارمیتاژ، سن پترزبورگ